# Pas del Rin

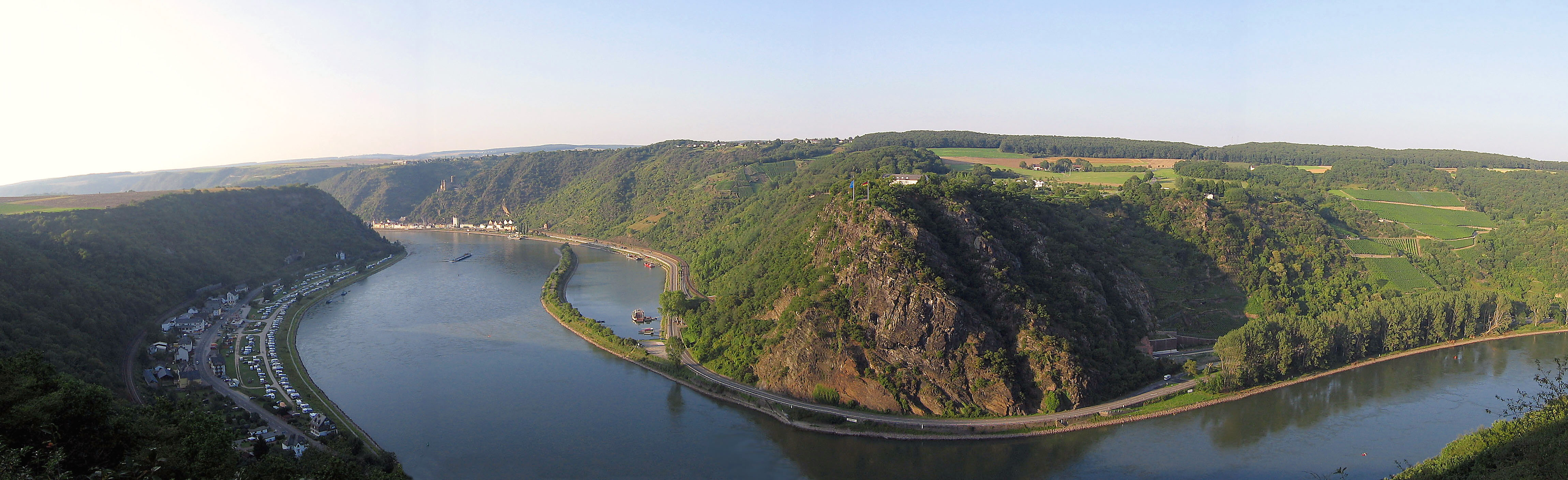
El Rin

Mapa de Gàl·lia amb detall dels saqueigs durant la invasió de 407

El pas del Rin per un grup heterogeni de bàrbars que incloïa vàndals, alans i sueus va tenir lloc, segons les fonts tradicionals, el 31 de desembre de l'any 406 i van penetrar en territori de l'Imperi Romà.

## Antecedents
L'any 406, l'Imperi Romà ja havia iniciat una fase de decadència. A partir de l'any 395, el govern era compartit entre els dos fills de l'emperador Teodosi I, Honori i Arcadi. Per la seva joventut tenien per tutor a Estilicó, que va intentar fer front a la invasió d'Itàlia pels gots, i va desposseir especialment les fronteres del Rin a Germània.
L'any 406, Radagais cabdill got, va envair Itàlia amb un gran exèrcit, que va poder ser aturat gràcies als auxiliars huns. Mentrestant, a Britànnia, l'exèrcit romà es va rebel·lar, per la falta d'atenció que li mostrava l'Imperi. Van aparèixer diversos usurpadors, Marc, Gracià i Constantí. Constantí va passar a la Gàl·lia i se li van ajuntar les legions d'aquell territori. Va lluitar contra els bàrbars invasors i va assegurar les fronteres del Rin. Estilicó va sortir amb el seu exèrcit no per lluitar contra els bàrbars, sinó per aixafar a Constantí.

## El pas del Rin
Les tribus, prop de 30.000 homes, que van creuar el Rin, les menciona Jeroni d'Estridó, i se suposa que va tenir lloc a Mogoncíacum (Magúncia), o entre Mogoncíacum i Augusta Vangionum (Worms), ja que van ser les primeres ciutats atacades. Segurament van creuar pel pont que hi havia a Mogoncíacum. En tot cas és cert que la travessia va començar el 31 de desembre (data que dona Pròsper d'Aquitània), i que els grups van trigar diversos dies a creuar-lo.
Les poques tropes romanes que hi havia defensant la frontera no es van poder oposar eficaçment als invasors. No sembla, però, que la frontera s'hagués ensorrat del tot, ja que posteriorment es va restablir el ducat de Mogoncíacum.

## Conseqüències
El pas del Rin va suposar una violació del que era el Limes Germanicus una de les fronteres més segures de l'Imperi Romà tardà i, per tant, va ser un moment crític en el declivi de l'Imperi Romà d'Occident que va desencadenar una onada de destrucció de ciutats romanes i va provocar l'ensorrament de l'ordre cívic romà al nord de la Gàl·lia. Aquests fets també van donar peu a l'alçament dels tres usurpadors a Britànnia, província que es va perdre. Així doncs, el pas del Rin va ser un punt d'inflexió en el transcurs de les invasions bàrbares, durant les quals diverses tribus germàniques van migrar cap a l'oest i cap al sud des del sud d'Escandinàvia i el nord de Germània.